# Tony Tsabedze
Tony Thulani "TT" Tsabedze (sinh ngày 29 tháng 10 năm 1984 ở Mhlambanyatsi) là một tiền vệ bóng đá người Swaziland playing as left-winger cho Mbabane Swallows và Swaziland.

## Sự nghiệp
Tsabedze thi đấu trong nước cho Mhlambanyatsi Rovers trước khi thi đấu chuyên nghiệp ở Nam Phi, tại Premier Soccer League cho Silver Stars, Supersport United, Maritzburg United, Engen Santos và Mbabane Swallows. Anh thi đấu cho Swaziland ở vòng loại Cúp bóng đá châu Phi 2017, ghi 2 bàn trong thắng lợi 2–1 trước Guinée vào ngày 23 tháng 7 năm 2015.

### Bàn thắng quốc tế
Tỉ số và kết quả liệt kê bàn thắng của Swaziland trước.
| #  | Ngày                 | Địa điểm                                                            | Đối thủ    | Tỉ số | Kết quả | Giải đấu                                     |
| -- | -------------------- | ------------------------------------------------------------------- | ---------- | ----- | ------- | -------------------------------------------- |
| 1. | 12 tháng 3 năm 2007  | Sân vận động Ellis Park, Johannesburg, Nam Phi                      | Nam Phi    | 1–0   | 1–1     | Giao hữu                                     |
| 2. | 9 tháng 2 năm 2008   | Sân vận động Quốc gia Somhlolo, Lobamba, Swaziland                  | Botswana   | 1–4   | 1–4     | Giao hữu                                     |
| 3. | 22 tháng 12 năm 2013 | Sân vận động Machava, Matola, Mozambique                            | Mozambique | 1–0   | 1–1     | Giao hữu                                     |
| 4. | 12 tháng 6 năm 2015  | Sân vận động Mohamed V, Casablanca, Maroc                           | Guinée     | 1–0   | 2–1     | Vòng loại Cúp bóng đá châu Phi 2017          |
| 5. | 12 tháng 6 năm 2015  | Sân vận động Mohamed V, Casablanca, Maroc                           | Guinée     | 2–1   | 2–1     | Vòng loại Cúp bóng đá châu Phi 2017          |
| 6. | 22 tháng 6 năm 2015  | Sân vận động Quốc gia Somhlolo, Lobamba, Swaziland                  | Angola     | 1–2   | 2–2     | Vòng loại Giải vô địch bóng đá châu Phi 2016 |
| 7. | 9 tháng 10 năm 2015  | Sân vận động El Hadj Hassan Gouled Aptidon, Djibouti City, Djibouti | Djibouti   | 5–0   | 6–0     | Vòng loại giải vô địch bóng đá thế giới 2018 |
| 8. | 22 tháng 6 năm 2016  | Sân vận động Sam Nujoma, Windhoek, Namibia                          | Nam Phi    | 1–0   | 1–5     | Cúp COSAFA 2016                              |